# They Liked You Better When You Were Dead
They Liked You Better When You Were Dead — перший мініальбом англійської групи Fightstar, який вийшов 28 лютого 2005 року.

## Композиції
1. Palahniuk's Laughter — 4:10
2. Speak Up — 3:27
3. Mono — 6:26
4. Lost Like Tears in Rain — 4:07
5. Amethyst — 7:19

## Учасники запису
- Чарлі Сімпсон — вокал, гітара
- Алекс Вестевей — гітара
- Ден Гей — басс
- Омар Абіді — ударні